# Cédric Hervé
Cédric Hervé (Dinan, Costes del Nord, 14 de novembre de 1979) és un ciclista francès, que va ser professional del 2002 al 2008.

## Palmarès
- 2000
  - 1r a la Kreiz Breizh Elites
  - 1r a l'Étoile de Tressignaux
  - 1r al Circuit del Mené i vencedor d'una etapa
- 2001
  - 1r al Gran Premi de Cours-la-Ville
  - Vencedor d'una etapa a la Ruban granitier breton
- 2006
  - 1r al Gran Premi de Plumelec-Morbihan
  - 1r al Val d'Ille Classic
  - 1r a la Manche-Atlantique
  - 1r al Gran Premi de Fougères

### Resultats al Tour de França
- 2007. Fota de control (8a etapa)